# Jan Kořenský
Jan Kořenský (24. května 1937 Hradec Králové – 16. dubna 2022) byl český jazykovědec, zabývající se gramatikou češtiny, obecnou lingvistikou, metodologií lingvistiky, teorií znaku, teorií textu a procesuální gramatikou. Je autorem více než deseti knih a několika desítek odborných článků.

## Akademická činnost
Byl nejvýraznějším představitelem české metodologické reflexe lingvistického výzkumu, zasahující do diskuzí o gramatikách a gramatice češtiny, rozsahu a obsahu pojmu gramatika přirozeného jazyka.
Žák českých bohemistů Bohuslava Havránka, Miroslava Komárka, Oldřicha Králíka a Miloše Dokulila.
Spoluautor Mluvnice češtiny II., podílející se zásadním způsobem na její koncepci.
Iniciátor (2. pol. 80. let) rozsáhlého teoretického výzkumu zaměřeného na základní pojmy pražského lingvistického strukturalismu a jejich reflexi v dalších vývojových etapách.
Propagátor pozitivně interdisciplinárních přístupů k popisu řeči:
- Vědní konceptualizace pojmu hra, možnosti hry jako modelačního aparátu řeči, její dynamiky.
- Aplikace obecné teorie systémů a teorie chaosu v současné lingvistice.
- Sociologizující přístupy v komplexním popisu komunikačního procesu a textu.
- Epistemologické rozměry jazyka a řeči, reflexe filosofie jazyka.

## Kariéra v oboru
- 1959 – ukončil studium oboru český a ruský jazyk na Fakultě společenských věd Univerzity Palackého
- 1963 – po působení na obecných a středních školách na základě konkurzu přijat do Ústavu pro jazyk český Československé akademie věd, zde interní vědecká aspirantura (školitelem Miloš Dokulil)
- 1969 – získal titul PhDr. na základě práce Komplexní popis výrazové struktury pádu substantiva v češtině následně udělena hodnost CSc.
- 1985 – titul DrSc. po předložení disertační práce Konstrukce gramatiky ze sémantické báze
- 1993 – počátek působení na Katedře bohemistiky Filozofické fakulty Univerzity Palackého v Olomouci
- 1994 – habilituje se (publikace Komunikace a čeština)
- 1997 – jmenován profesorem

Během své vědecké kariéry působil jako:
- šéfredaktor časopisu Slovo a slovesnost
- hlavní redaktor časopisu Jazykovědné aktuality
- člen vědecké rady Filozofické fakulty Univerzity Palackého, Filozofické fakulty Univerzity Karlovy[7], Filozofické fakulty Ostravské univerzity a Obchodně-podnikatelské fakulty Slezské univerzity v Opavě
- předseda Českého komitétu slavistů
- člen Mezinárodní komise pro gramatickou stavbu slovanských jazyků při Mezinárodním komitétu slavistů
- zakladatel Katedry obecné lingvistiky Filozofické fakulty Univerzity Palackého
- člen Pražského lingvistického kroužku

## Publikační činnost

### Knihy
Knihy, seřazené chronologicky, jsou k dispozici v knihovně věnované jeho osobě na katedře obecné lingvistiky na Univerzitě Palackého v Olomouci.
1. Komplexní popis výrazové struktury pádu substantiva v češtině.  Jan Kořenský. Academia, Praha 1972.
2. Práce o sémantické struktuře věty. Zdeněk Hlavsa, František Daneš, Jan Kořenský. Praha : Ústav pro jazyk český ČSAV 1973.[9]
3. Komplexní analýza komunikačního procesu a textu. Alena Jaklová, Jana Hoffmannová, Olga Müllerová & Jan Kořenský. Jihočeská univerzita, Pedagogická fakulta 1979.
4. Konstrukce gramatiky ze sémantické báze. Edice: Studie a práce lingvistické. Academia, Praha 1984.
5. Mluvnice češtiny 2. Miroslav Komárek, Jan Petr & Jan Kořenský. Academia, 1986.
6. Teorie přirozeného jazyka: interdisciplinarita, aplikace, prognózy.  Edice: Studie a práce lingvistické. Academia, 1989. ISBN 80-200-0193-X.
7. Komunikace a čeština. H&H, 1992. ISBN 80-85467-92-5.
8. Proměny myšlení o řeči. FF UK, Praha 1998. ISBN 80-85899-38-8.
9. Juristická a lingvistická analýza právních textů: (právněinformatický přístup).
10. 'Člověk - řeč - poznání. Vydavatelství UP, Olomouc 2004. ISBN 80-244-0791-4.
11. Analýza komunikačního procesu a textu. Jana Hoffmannová, Olga Müllerová & Jan Kořenský. Univerzita Palackého v Olomouci, 2013. ISBN 978-80-244-4032-3.
12. Proměny myšlení o řeči na rozhraní tisíciletí. Edice: Qfwfq. Univerzita Palackého v Olomouci, 2014. ISBN 978-80-244-4281-5.
13. Příspěvek v Nový encyklopedický slovník češtiny. NLN - Nakladatelství Lidové noviny, 2017. ISBN 978-80-7422-480-5.[10]

### Odborné články
Celkem 66 článků je publikováno v časopisu Slovo a slovesnost.
- Struktura funkčnosti vztahů kategorií substantiva, zejména se zřetelem k pádu. SaS, 31, 1970, s. 97-104.
- K problému větněsémantických funkcí nedějových významů českého slovesa. SaS, 32, 1971, s. 208-216.
- Poznámka k teorii slovních druhů. In: Sesja naukowa (Kraków 1969). Wrocław 1971, s. 95-99.
- Slovo, věta, onomaziologická kategorie. SaS, 33, 1972, s. 193-198.
- Funkce českých sloves být a mít ve větněsémantické struktuře “situace” (state of affairs). Jazykovedný časopis, 23, 1972, s. 159-168.
- Výskyt variantních tvarů podstatných jmen v češtině. (Na základě experimentálního průzkumu.) NŘ, 55, 1972, s. 10-22.
- O jedné metodě lingvistické analýzy veršovaného textu. SaS, 34, 1973, s. 158-161.
- Problémy konstrukce gramatiky jazyka ze sémantické báze. SaS, 35, 1974, s. 241-255.
- Relevance kategorie času ve struktuře přirozeného jazyka. In: Charakterystyka temporalna wypowiedzenia. Wrocław 1975, s. 77-86.
- Poznámka k pojmům propoziční význam – kontext – text. Slavica Slovaca, 12, 1977, s. 194-199.
- Problémy konstrukce gramatiky ze sémantického východiska. SaS, 39, 1978, s. 15-24.
- Teorie tzv. statických významů české věty. SaS, 40, 1979, s. 271-285.
- K některým významům českých vět. SaS, 41, 1980, s. 185-191.
- K problému kontextově podmíněné realizace propozičních struktur. SaS, 42, 1981, s. 24-30.
- K procesuálnímu modelování řečové činnosti. SaS, 40, 1987, s. 187-189.
- Hra jako konstrukční princip řeči a textu. In: Styl a text. Uniwersytet Opolski, Opole 1996, s. 43-49.
- Kam se vlna obrací aneb nikoli anti-Beaugrande. SaS, 58, 1997, s. 161-163.
- Proměny vědních paradigmat ve 20. století. In: Dyskurz naukowy – tradycja i zmiana. Opol 1999, s. 19-24.
- Procesuální gramatika a linearita textu. In: Človek a jeho jazyk - 1. Jazyk ako fenomén kultúry. Veda, Bratislava 2000.
- Za Milošem Dokulilem. SaS, 64, 2003, s. 156-157.
- Procesuální gramatika v kontextu současných tendencí lingvistického myšlení. SaS, 64, 2003.
- Místo slovních druhů a morfologie v modelu přirozeného jazyka (spolu s M. Komárkem). Praha 1974.